# Aransa
Aransa est une station de sports d'hiver de ski de fond des Pyrénées espagnoles située en Catalogne.

## Géographie
Située en Basse-Cerdagne.